# Statul Islamic
Statul Islamic (alternativ: Statul Islamic din Irak și Levant sau Statul Islamic din Irak și Siria, abreviat: IS, SI, ISIL și ISIS, în arabă: الدولة الاسلامية في العراق والشام‎ / ad-Dawlat al-Islāmiyya fī’l-‘Irāq wa’sh-Shām) este o grupare teroristă sunnită și salafistă insurgentă afiliată la al-Qaida, activă în Irak și Siria și un stat (proclamat califat) islamic nerecunoscut, de dreptul internațional, cu capitala la Raqqa (Siria).
Statul Islamic mai e numit Daeș ( داعش‎   -- Dāʿish  sau Dāʿiš ), după acronimul în limba arabă al titulaturii organizației jihadiste ISIL. Acest acronim semnifică din limba arabă: „cel care zdrobește sau calcă în picioare” și se aseamănă cu alt termen în limba arabă: Dāhis („cel care seamănă discordie”). Acronimul e utilizat de populația vorbitoare de limbă arabă.  
Din 2010, SIIL este condus de Abu Bakr al-Bagdadi. Aceasta activează în zone din: Siria, Irak, Turcia, Liban, Libia, Nigeria, Egipt, Filipine și în Arabia Saudită, grupările jihadiste declarându-i lui al-Bagdadi loialitate.

## Cronologie
În aprilie 2013, Abu Bakr al-Bagdadi anunța că Statul Islamic în Irak (ISI, organizația Al-Qaida din Irak) și Frontul al-Nusra (grupare jihadistă activă în Siria) ar fuziona pentru a forma Statul Islamic în Irak și Levant.
Frontul al-Nusra a refuzat să adere la noua entitate și cele două grupări au acționat separat, iar din ianuarie 2014 se află în conflict armat.
S.I.I.L a contestat autoritatea conducătorului Al-Qaida, Ayman al-Zawahiri, respingând solicitarea lui al-Zawahiri de a se concentra doar asupra Irakului și de a lăsa Siria Frontului Al-Nusra.
Charles Lister, cercetător la Brookings Doha Centre, estimează că organizația are circa 5-6.000 de combatanți în Irak și circa 6-7000 de combatanți în Siria, cifre care nu pot fi coroborate cu alte surse.
- La 15 iunie 2014, SIIL controla nordul Irakului și se afla la 100 de km de Bagdad,[14] după ce anterior au capturat orașe ca Mosul, Raqqa, Deir al Zawr, Ramadi sau Fallujah. SUA pregătesc o nouă intervenție militară în Irak ca urmare a escaladării evenimentelor.[15][16]
- La 16 iunie 2014, ultimul oraș căzut în mâinile SIIL era Tal Afar.[17]
- Pe 29 iunie, SIIL a anunțat restabilirea Califatului islamic, primul după abolirea, în 1922, a celui rezultat din Imperiul Otoman.[18][19]
- În iulie 2014, creștinii irakieni au început să părăsească în masă orașul Mosul, după ce în ultima perioadă militanții SIIL i-au amenințat că îi vor omorî dacă nu se convertesc la Islam sau dacă nu plătesc o taxă de protecție.[20]
- Tot în iulie 2014, Al-Qaeda s-a dezis de SIIL, spunând că noul stat islamic din Irak încalcă legile sharia și este deviant.[21]
- Pe 24 iulie 2014, SIIL a emis un decret prin care impune mutilarea organelor genitale, la femeile cu vârste cuprinse între 11 și 46 de ani.[22]
- În august 2014, un britanic fanatic -militant jihadist SIIL- a executat prin decapitare pe James Foley, un jurnalist american.[23] Anterior, SUA au trimis trupe speciale în Siria pentru a-l salva pe Foley, dar misiunea acestora a eșuat.[24]
- La sfârșitul lunii august 2014, SIIL a fuzionat orașele Bukamal (Siria) și Al-Qaim (Irak) cu satele învecinate, într-o „walaya” pe care au denumit-o provincia Al-Furat (Eufrat)[25] pentru a anula efectele Acordului Sykes-Picot care a împărțit Orientul Mijlociu după Primul Război Mondial.
- La 16 septembrie 2014, militanți SIIL au început Asediul orașului Kobani.
- La 2 octombrie 2014, SIIL a reușit să cucerească 350 de localități din regiunea Kobani.[26] Militarii turci din apropiere nu intervin în conflict.[27][28]
- La 12 octombrie 2014, militanți SIIL au ajuns la porțile Bagdadului și controlau 50% din teritoriul orașului Kobani.[29]
- La 2 februarie 2015, ISIS au ars de viu un pilot iordanian în cușcă. După asta, Iordania a bombardat ISIS în Siria.
- În ianuarie 2020, regele iordanian a declarat pentru jurnaliștii francezi că ISIL s-a reorganizat, nefiind deloc înfrânt, în ciuda intervenției americanilor, a rușilor și a iranienilor. ISIL încă deține controlul în sud-estul Siriei și-n vestul Irakului. [30]

## Numărul mercenarilor străini
- Tunisia: 6–7000[31]
- Rusia: 2719[32]
- Arabia Saudită: 2500
- Turcia: 2100[31]
- Iordania: 2000[33]
- Franța: 1800
- Maroc: 1500
- Tajikistan: 1000
- Liban: 900
- Regatul Unit: 760[31]–1,500[34]
- Germania: 760[31]
- Indonezia: 514[35]–700[31]
- Libia: 600
- Egipt: 600[36]
- Kurdistanul Irakian: 85–600[37]
- Pakistan: 500
- Uzbekistan: 500
- Belgia: 470[31]
- Turkmenistan:360[38]
- Serbia: 350[39]
- Bosnia și Herțegovina: 330
- China: 300[40]
- Azerbaidjan: 100–300[41]
- Kazahstan: 300
- Suedia: 250-300
- Austria: 230–300[31]
- Kosovo: 200[42][43]–300[31]
- Australia: 250
- Statele Unite: 250[44][45]
- Spania: 130–250[31]
- Olanda: 220[31]
- Kârgâzstan: 100–200[46]
- Algeria: 200
- Malaezia: 200[47]
- Albania: 146[31]
- Africa de Sud: 140[48]
- Danemarca: 125[31]
- Yemen: 110
- Canada: 100–130[49]
- Autoritatea Națională Palestiniană: 100
- Sudan: 100
- Macedonia: 100[50]
- Filipine: 100[31]
- Georgia: 50–100[51]
- Trinidad și Tobago: 89
- Italia: 87[31]
- Finlanda: 70–85[31]
- Norvegia: 81[31]
- Israel: 40–80 arabi[52][53]
- Kuwait: 70
- Somalia: 70
- Elveția: 57[31]
- Afghanistan: 50
- Iran: 50[54]
- Ucraina: 50
- Irlanda: 40[55]
- Noua Zeelandă: 6–40[56]
- Serbia: 30[50]
- Muntenegru: 30[31]
- Bangladesh : 24
- Argentina: 23
- India: 23[57][58][59]
- Qatar: 15
- Emiratele Arabe Unite: 15
- Bahrein: 12
- Portugalia: 12[60]
- Ghana: 10[61]
- Slovacia:<10[62]
- Japonia: 9[63]
- Polonia: 6–8[64]
- Maldive: 7[65]
- Brazilia: 3[66][31]
- Croația: 2[67]
- Singapore: 2[68]
- Coreea de Sud: 1[69]
- Chile: 1[70]
- Latvia: 1[71]
- Cipru: 1
- Oman: 1
- Estonia: 1[72]
- România:-[31]
- Moldova: -[31]

## Presupusă susținere americană
Una dintre cele mai mari controverse în legătură cu Statul Islamic este aceea prin care politicienii americani au ajutat la constituirea și înarmarea grupului terorist. Această controversă pare să fie confirmată de către senatorul republican Rand Paul. Acesta a declarat în luna mai a anului 2015 pe postul de televiziune american MSNBC: ISIS există și a crescut mai puternică pentru că „șoimii” din partidul meu au oferit arme fără discernământ. Ei i-au creat pe oamenii ăștia. ISIS este peste tot în Libia pentru că aceiași „șoimi” au fost încântați de războiul lui Hillary Clinton din Libia. Au vrut și mai mult ca ea.
 Rand Paul a mai acuzat de asemenea de agravarea situației în legăură cu Statul Islamic pe președintele Barack Obama și pe Hillary Clinton. Un purtător de cuvânt al rebelilor sirieni, singura grupare siriană susținută fățiș de SUA, i-a respins afirmațiile, declarând că „Armata Siriană Liberă luptă împotriva ISIS încă din ianuarie și continuă să o facă asumându-și mari riscuri și un preț scump. Mii de luptători sirieni pentru libertate au murit luptând acestei amenințări teroriste”.
Abu Yusaf, comandant ISIS, afirma și el în august 2014 că unii membri ai Armatei Siriene Libere, pregățiți de ofițeri americani, turci și arabi, dezertaseră și se alăturaseră ISIS. În septembrie 2014, au apărut zvonuri cum că unii rebeli sirieni susținuți de SUA ar fi semnat un pact de neagresiune cu ISIS. Frontul Islamic, Frontul Revoluționarilor din Siria și alte grupări rebele, au negat afirmația, pe fondul continuării luptelor între aceste grupări și ISIS.
Graham Fuller, fost ofițer CIA, a declarat că „SUA a creat ISIS”, în sensul că a creat terenul fertil pe care a crescut această organizație.
De asemenea, Michael Weiss, redactor al publicației Daily Beast, a remarcat faptul că președintele SUA, Barack Obama nu este interesat de tema ISIS.
În august 2016, Donald Trump l-a acuzat pe preșidetele american Barack Obama că ar fi „creatorul” grupării jihadiste Statul Islamic, iar contracandidata sa, Hillary Clinton, ar fi cofondatoarea acestei grupări.